# Bogna Lewtak-Baczyńska
Bogna Lewtak-Baczyńska (ur. 1952) – polska artystka malarka, reżyserka, kompozytorka, autorka tekstów, wokalistka i poetka.
Jest absolwentką Wydziału Malarstwa Akademii Sztuk Pięknych w Warszawie oraz Wydziału Reżyserii w Państwowa Wyższa Szkoła Teatralna w Warszawie. Kształciła się aktorsko w szkołach teatralnych działających przy teatrach w Paryżu. W latach 1977–1992 była asystentką na Akademii Sztuk Pięknych w Warszawie. Pełniła także funkcję asystentki teatralnej i filmowej u niektórych polskich reżyserów, jak u Kazimierza Dejmka i Jerzego Rakowieckiego w Teatrze Polskim w Warszawie oraz u Andrzeja Wajdy przy realizacji spektaklu Dziady Adama Mickiewicza w Państwowej Wyższej Szkole Teatralnej w Warszawie.
Odbywała staże reżyserskie w Opéra de Paris, pracując przy operach z udziałem Luciana Pavarottiego i Seijiego Ozawy, a także w Théâtre de Chaillot w Paryżu pod kierunkiem reżysera Antoine’a Viteza.
Brała udział w ponad 160 wystawach malarstwa i rysunku, z czego ponad trzydzieści cztery miały charakter indywidualny, a ponad siedemdziesiąt to wystawy konkursowe organizowane w  galeriach europejskich. Zdobyła trzynaście głównych nagród w dziedzinie malarstwa i rysunku w międzynarodowych konkursach we Francji, a także nagrody i wyróżnienia literackie w dziedzinie reportażu i poezji oraz nagrody muzyczno-wykonawcze i filmowe.
Od 1994 roku prowadzi Galerię Autorską i Teatr Well Art w Warszawie.
Jest autorką sztuk teatralnych, scenariuszy, felietonów, poezji oraz pieśni. Zdobyła dziewiętnaście nagród w dziedzinie muzyki i wykonawstwa wokalnego. W sumie została laureatką czterdziestu nagród w różnych dziedzinach sztuki, w tym wielu o charakterze międzynarodowym.
W 2020 r.u Uniwersytet Technologiczno-Humanistyczny im. Kazimierza Pułaskiego w Radomiu nadał jej stopień doktora sztuki w dyscyplinie sztuk plastycznych i konserwacji dzieł sztuki.

## Nagrody za malarstwo i rysunek
Zdobyte nagrody:
- 1986: Medal Srebrny za Malarstwo – Wystawa Międzynarodowa Malarstwa, Desertines, Francja
- 1987: Medal Srebrny od Federacji Kultury Francuskiej
- 1987: Pierwsza Nagroda za Malarstwo (temat) – Konkurs Międzynarodowy Malarstwa z okazji Dni Kina Amerykańskiego – Deauville, Francja
- 1987: Pierwsza Nagroda za Malarstwo (wyobraźnia) – Konkurs Międzynarodowy Malarstwa, Francja
- 1988: Medal Złoty od Federacji Kultury Francuskiej
- 1988: Nominacja do Grand Prix za Malarstwo – „Novembre a Vitry” – Francja
- 1989: Pierwsza Nagroda za Rysunek – Konkurs Międzynarodowy Malarstwa i Rysunku – Deauville, Francja
- 2011: Toile D’ Or de l’ Annee 2011 (de la Federation de la Culture Francaise) – „Złote Płótno Roku 2011” (od Federacji Kultury Francuskiej) – wystawa “Art en capital 2011” w Grand Palais, Paryż, Francja
- 2012: Revelation 2012 – „Rewelacja Roku 2012” – Grand Concours 2012, Paryż, Francja
- 2015: Toile D’Or de l’Anne 2015 (de la Federation de la Culture Francaise) – „Złote Płótno Roku 2015” (od Federacji Kultury Francuskiej) – wystawa „Art en capital 2015”, Grand Palais, Paryż, Francja
- 2016: Medaille des Arts – Medal za sztukę od SEAB w imieniu Francji – Paryż, Francja
- 2018: Nagroda główna – „Consecration” – Grand Concours International 2018, Francja
- 2020: Nagroda główna – „Talent Confirme” – Grand Concours 2020, Palmares Du Grand Prix Des Distinctions, Francja

## Wybrane nagrody muzyczne
- 2009: III nagroda w kategorii „Programy Multimedialne” na Polonijnym Festiwalu Multimedialnym „Polskie Ojczyzny 2009”[5]
- 2010: I nagroda w kategorii „Programy Radiowe i Muzyczne” na Polonijnym Festiwalu Multimedialnym „Polskie Ojczyzny 2010”[6]
- 2012: II nagroda w kategorii „Programy Multimedialne” na Polonijnym Festiwalu Multimedialnym „Polskie Ojczyzny 2012”[7]
- 2013: II nagroda w kategorii „Multimedia” na Polonijnym Festiwalu Multimedialnym „Polskie Ojczyzny 2013”[8]
- 2014: I nagroda w kategorii „Multimedia” na Polonijnym Festiwalu Multimedialnym „Polskie Ojczyzny 2014”[9]
- 2015: I nagroda w kategorii „Programy Multimedialne” na X Polonijnym Festiwalu Multimedialnym „Polskie Ojczyzny 2015”[10]
- 2015: laureatka Międzynarodowego Konkursu Piosenki Francuskiej o Grand Prix Edith Piaf w Krakowie[11]
- 2016: III nagroda w kategorii „Programy Multimedialne” na XI Festiwalu Polonijnym „Losy Polaków 2016”[12]
- 2017: I nagroda w kategorii „Programy Multimedialne” na XII Festiwalu Polonijnym „Losy Polaków 2017”[13]
- 2018: III nagroda w kategorii „Programy muzyczne i multimedialne” na XIII Festiwalu Polonijnym „Losy Polaków 2018”[14]

## Życie prywatne
Jej mężem był Janusz Baczyński (zm. 2021).